# Harald Feuchtmann
Harald Feuchtmann (22. prosinca 1987.), čileanski rukometni reprezentativac. Sudjelovao na svjetskom prvenstvu 2017. godine.
Brat je čileanskih rukometnih reprezentativaca Erwina i Emila Feuchtmanna.